# Tošov
Tošov (německy Toschow) je malá vesnice, část obce České Meziříčí v okrese Rychnov nad Kněžnou. Nachází se asi 2,5 km na jihozápad od Českého Meziříčí. V roce 2009 zde bylo evidováno 20 adres. V roce 2001 zde trvale žilo 39 obyvatel.
Tošov leží v katastrálním území Skršice o výměře 4,29 km2.